# Área metropolitana de Múnich
El área metropolitana de Múnich consiste en la ciudad de Múnich y en algunas localidades colindantes que pertenecen a la región administrativa de Alta Baviera, en el estado federado de Baviera.
En total, el área metropolitana de Múnich se extiende por una superficie de 1.301 km² y cuenta con una población de casi dos millones de habitantes, de los cuales 23 y 66,5% corresponden a la ciudad de Múnich, respectivamente. Tiene una densidad de población de 1474 hab/km².

## Composición
El área metropolitana de Múnich se compone de la ciudad de Múnich y de 47 ciudades pequeñas y municipios ubicados a su alrededor (entre las que destacan las ciudades de Germering, Dachau y Fürstenfeldbruck), como se muestra en la tabla siguiente. 
| Distrito                     | Municipio o ciudad         | Superficie (en km²) | Población(1) |
| ---------------------------- | -------------------------- | ------------------- | ------------ |
| Baviera                      |                            |                     |              |
| —                            | Múnich                     | 310,43              | 1.287.662    |
| Distrito de Starnberg        | Gauting                    | 50,38               | 19.473       |
| Distrito de Starnberg        | Krailling                  | 16,00               | 7.584        |
| Distrito de Starnberg        | Gilching                   | 31,49               | 17.021       |
| Distrito de Fürstenfeldbruck | Germering                  | 21,61               | 37.003       |
| Distrito de Fürstenfeldbruck | Puchheim                   | 12,23               | 19.375       |
| Distrito de Fürstenfeldbruck | Alling                     | 21,04               | 3450         |
| Distrito de Fürstenfeldbruck | Eichenau                   | 6,98                | 11.468       |
| Distrito de Fürstenfeldbruck | Emmering                   | 10,94               | 5.952        |
| Distrito de Fürstenfeldbruck | Fürstenfeldbruck           | 32,53               | 33.694       |
| Distrito de Fürstenfeldbruck | Maisach                    | 53,45               | 12.669       |
| Distrito de Fürstenfeldbruck | Olching                    | 29,91               | 24.378       |
| Distrito de Fürstenfeldbruck | Gröbenzell                 | 6,36                | 19.202       |
| Distrito de Dachau           | Karlsfeld                  | 15,55               | 18.127       |
| Distrito de Dachau           | Dachau                     | 34,85               | 40.432       |
| Distrito de Dachau           | Bergkirchen                | 59,99               | 7.041        |
| Distrito de Dachau           | Hebertshausen              | 29,60               | 5.098        |
| Distrito de Múnich           | Oberschleißheim            | 30,60               | 11.445       |
| Distrito de Múnich           | Unterschleißheim           | 14,93               | 26.175       |
| Distrito de Múnich           | Garching                   | 28,16               | 15.328       |
| Distrito de Múnich           | Ismaning                   | 40,19               | 14.836       |
| Distrito de Múnich           | Unterföhring               | 12,80               | 7.784        |
| Distrito de Múnich           | Aschheim                   | 28,04               | 6.826        |
| Distrito de Múnich           | Kirchheim bei München      | 15,51               | 12.112       |
| Distrito de Múnich           | Feldkirchen                | 6,41                | 5.882        |
| Distrito de Múnich           | Haar                       | 12,90               | 18.175       |
| Distrito de Múnich           | Putzbrunn                  | 11,17               | 5.870        |
| Distrito de Múnich           | Grasbrunn                  | 23,59               | 5.996        |
| Distrito de Múnich           | Neubiberg                  | 5,77                | 13.215       |
| Distrito de Múnich           | Hohenbrunn                 | 16,82               | 8.722        |
| Distrito de Múnich           | Höhenkirchen-Siegertsbrunn | 15,19               | 9.252        |
| Distrito de Múnich           | Brunnthal                  | 26,92               | 4.653        |
| Distrito de Múnich           | Ottobrunn                  | 5,23                | 19.750       |
| Distrito de Múnich           | Unterhaching               | 8,73                | 21.807       |
| Distrito de Múnich           | Taufkirchen                | 22,02               | 17.587       |
| Distrito de Múnich           | Oberhaching                | 26,60               | 12.350       |
| Distrito de Múnich           | Grünwald                   | 7,63                | 10.947       |
| Distrito de Múnich           | Pullach im Isartal         | 7,41                | 8.684        |
| Distrito de Múnich           | Baierbrunn                 | 7,21                | 2.786        |
| Distrito de Múnich           | Neuried                    | 9,63                | 7.797        |
| Distrito de Múnich           | Planegg                    | 10,68               | 10.638       |
| Distrito de Múnich           | Gräfelfing                 | 9,58                | 12.907       |
| Distrito de Frisinga         | Eching                     | 37,83               | 13.028       |
| Distrito de Frisinga         | Neufahrn                   | 45,51               | 18.611       |
| Distrito de Ebersberg        | Vaterstetten               | 34,18               | 21.379       |
| Distrito de Ebersberg        | Zorneding                  | 23,77               | 8.593        |
| Distrito de Ebersberg        | Poing                      | 12,89               | 12.442       |
| Distrito de Ebersberg        | Kirchseeon                 | 17,91               | 9.302        |
| TOTAL                        | TOTAL                      | 1.319.15            | 1.944.508    |

- (1) - Datos del 30.09.2006, tomados de los informes estadísticos de población del Bayerisches Landesamt für Statistik und Datenverarbeitung

## Comparación
En esta tabla se muestran las diez principales áreas metropolitanas de Alemania. El área metropolitana de Múnich ocupa el cuarto puesto.
| N.º | Área metropolitana | Superficie (en km²) | Población (en millones) |
| --- | ------------------ | ------------------- | ----------------------- |
| 1   | Región del Ruhr    | 3.484               | 5,036                   |
| 2   | Berlín             | 2.284               | 4,070                   |
| 3   | Hamburgo           | 2.087               | 2,550                   |
| 4   | Múnich             | 1.319               | 1,944                   |
| 5   | Colonia            | 1.414               | 1,809                   |
| 6   | Fráncfort          | 1.415               | 1,756                   |
| 7   | Stuttgart          | 1.344               | 1,745                   |
| 8   | Düsseldorf         | 780                 | 1,316                   |
| 9   | Núremberg          | 1.006               | 1,044                   |
| 10  | Hanóver            | 1.519               | 1,002                   |

- Datos: Q880769
- Multimedia: Metropolregion München / Q880769